# Makénéné
Makénéné est une commune du Cameroun située dans le département de Mbam-et-Inoubou et la région du Centre, sur l'axe routier Yaoundé-Bafoussam.

## Population
Lors du recensement de 2005, la commune comptait 16 564 habitants, dont 13 974 pour la ville de Makénéné.
Les enquêtes démographiques de santé menées par l'INS en 2013 puis 2018 révèlent que Makénéné a une population évaluée à 20.000 habitants environ.
La ville est caractérisée par une certaine diversité ethnique : Babitchoua, Baloua, Bafang,Banen, Bassa, Bangangte, Beti, Bamouns … et tout récemment, une forte communautaire anglophone issue des migrations liées à l'instabilité politique dans le NOSO. Ces populations se sont installées par vague successives. Les plus anciennes se revendiquent chacune être natives tout en gardant l'attache avec le village d'origine. Cette variété ethnique est le fruit des diverses migrations qui ont affecté la région.
Makenene a ceci de spécifique qu'on y trouve des Bamileke autochtones.

## Organisation
Outre Makénéné, la commune comprend les villages suivants :
- Kinding-Ndjabi
- Nyokon I
- Nyokon II
- Nyokon III
- Nyokon IV
- Makenene 1
- Makenene 2

## Personnalités
- Jean Claude Fouth, Ancien conseiller technique au Ministère de l’education Nationale, Ancien Directeur général du CEPER, personnalité ressource du RDPC
- André Marie Dibamou, homme politique, Président National de la Jeunesse Démocratique du Cameroun (JDC) et candidat déclaré à la Présidentielle 2025.
- Thomas Dupont Kiam, Ancien Maire de la Commune de Ndikimeki
- Professeur Daniel Abwa, historien, ancien Doyen de la faculté des arts et lettres de l’universite de Yaoundé I, Secrétaire général de l’universite´ de Yaoundé I, membre du comité central, et personnalité ressource du RDPC dans l’arrondissement de Makenene
- David Embe, Administrateur civil principal à la retraite, ancien Prefet du Département de la Benoue à Garoua
- Colonel Retraité Aboubakar Minabou, Commandant la légion de gendarmerie de l’Adamaoua à Ngaoundere
- Jean-Paul Kiam, Magistrat, ancien Président  de la Chambre commerciale du Tribunal de première instance de Douala-Bonanjo, ancien Procureur de la République près le Tribunal de Première instance de Douala-Bonanjo, Procureur de la République près les Tribunaux de première instance de Maroua et du Tribunal de Grande instance du Diamare.
- Daniel Tchato, premier Maire de la commune de Makenene(1996-2002), Homme d'affaires
- Justine Bloemen, 2e Maire (2002-2007)
- Bosco Siankam Tchamo, 3e Maire (2007-2015)
- SM David Kinding, Chef de 3ème degré du village Kinding,
- David Imbeng, homme d'affaires, député suppléant à l’assemblée nationale de 2014 à 2018,
- David Mayebi (1954-2016), joueur et dirigeant de football, né à Nyokon, mort courant 2016,
- Yves-Paul Madjem, Maitre de conférence, Chef de département de l’intégration et la coopération pour le développement à L’Iric,
- Joseph Ndjeuga, chef et tradi-praticient, président des tradi-praticients du Cameroun et promoteur de la dance du "djingo" dance des esprits, décédé en 2020
- Jephté Ndjeuga Biya, petit fils de Joseph ndjeuga élu élite junior de l'arrondissement de Makénéné est un géographe chercheur et promoteur des valeurs culturelles du Cameroun.